# Dzieło pośrednie
Dzieło pośrednie (fort pośredni) – obiekt fortyfikacyjny, wznoszony w twierdzy fortowej dla zamknięcia międzypól w sytuacjach, gdy sąsiednie forty nie mogły współdziałać ze względu na dużą odległość lub ukształtowanie terenu.
Załoga dzieła pośredniego, składająca się z piechoty i obsługi dział przeciwszturmowych miała za zadanie stawianie oporu, nie brała udziału w walce artyleryjskiej.
W skład dzieła pośredniego wchodziły: wał piechoty, stanowiska dział (odkryte), schron mieszkalny, rów, sieć kolczasta.